# Meristocotyle varani
Meristocotyle varani är en plattmaskart. Meristocotyle varani ingår i släktet Meristocotyle och familjen Meristocotylidae. Inga underarter finns listade i Catalogue of Life.